# Fontecha
Fontecha, parfois Iturriestaria en basque, est une commune ou une contrée appartenant à la municipalité de Lantarón dans la province d'Alava, située dans la Communauté autonome basque en Espagne.